# Ranunculus insertus
Ranunculus insertus är en ranunkelväxtart som beskrevs av George Simpson. Ranunculus insertus ingår i släktet ranunkler, och familjen ranunkelväxter. Inga underarter finns listade i Catalogue of Life.